# Droujba (raïon de Pravdinsk)
Pour les articles homonymes, voir Droujba.
Droujba, jusqu'en 1947 Allenburg (en russe : Дру́жба ; en allemand : Allenburg ; en lituanien : Alna ; en polonais : Alembork ou Alberga) aussi francisé en Allenbourg,, est un village autrefois situé en Prusse qui comptait 440 habitants en 2010. Cette forteresse teutonique, est entre 1400 et 1947 une ville des différents États allemands de Prusse, puis de Prusse-Orientale. En 1945, le village est annexé à la Russie au sein de l'oblast de Kaliningrad. Après la Seconde Guerre mondiale, elle est repeuplée de russes tandis que les allemands sont expulsés.
Située sur les rives de l'Alle, un affluent de rive gauche de la Pregolia, elle doit son nom à celle-ci. Allenbourg obtient des droits de ville en 1400, droits confirmés en 1663. Quasi totalement décimée d'une épidémie de peste entre 1709 et 1711, la ville se relève, devenant un petit centre économique de la région jusqu'au XXe siècle. Elle atteint 2 692 habitants, le plus haut point démographique de son histoire. Dépeuplé après l'annexation de la Prusse-Orientale par l'Union soviétique, la renommée Droujba est désormais en décadence.
Son église, fondée en 1405, s'impose comme une paroisse luthérienne dès l'arrivée de la réforme dans la ville en 1529. Jusqu'en 1945, 121 pasteurs se sont succédé dans son église. Le bâtiment est détruit lors de la Première guerre mondiale, mais est vite reconstruit dans un style bien plus novateur. À son apogée, la paroisse comprend 42 villages. Au début des années 2000, l'église est transférée à l'Église orthodoxe russe, même si la nouvellement formée communauté luthérienne de Droujba a le droit d'utiliser les lieux. Elle est restaurée pendant les années 2000 et 2010, avec à nouveau le clocher depuis 2014.

## Géographie

### Situation
La localité se trouve dans la région de Prusse, région historique dans le nord-est de l'Europe centrale, plus précisément en Prusse-Orientale. Droujba se trouve dans l'oblast de Kaliningrad, exclave de la Russie et sujet le plus occidental du pays. L'oblast se trouve dans le district fédéral du Nord-Ouest, avec comme centre administratif Saint-Pétersbourg, qui se trouve à 817 km au nord-est. La capitale de l'oblast Kaliningrad, l'ancienne Königsberg, est à 50 km à l'ouest-nord-ouest, tandis que Moscou est à 1 050 km à l'est-nord-est.
Drjouba est l'une des cent-dix-sept localités du raïon de Pravdinsk, raïon du centre-sud de l'oblast. Le centre administratif, Pravdinsk, n'est qu'à une douzaine de kilomètres à vol d'oiseau au sud-ouest.
Le village se situe dans une plaine, caractéristique de la plaine d'Europe orientale. Il se trouve sur la rive droite de l'Alle (en vieux prussien Alna, en polonais : Łyna, en russe : Lava), un affluent de rive gauche de la Pregolia (en russe : Преголя ; en lituanien : Preglius ; en allemand : le Pregel). Au nord-est du village se trouve l'extrémité septentrionale du Canal de Mazurie, canal aujourd'hui abandonné allant jusqu'au lac Mamry dans la voïvodie de Varmie-Mazurie en Pologne.

### Localités limitrophes
Les localités limitrophes de Droujba sont Izvilino (en allemand : Dettmitten) au nord, Bely Iar (en allemand : Eiserwagen) au nord-est, Kostromino (en allemand : Neumühl, Kortmedien, Großheim, Grünheim et Groß Allenburg) au sud-est, Pessotchnoïe (en allemand : Althof) au sud-ouest et Novoïe (en allemand : Trimmau) à l'ouest et nord-ouest.
| Novoïe (Trimmau)      | Izvilino (Dettmitten) | Bely Iar (Eiserwagen) |
| Novoïe (Trimmau)      | Droujba (Allenburg)   |                       |
| Pessotchnoïe (Althof) |                       | Kostromino (Neumühl)  |

## Histoire

### Archéologie
Ce qui est devenu Allenburg était déjà habité à la toute fin du IIe millénaire av. J.-C. / début du Ier millénaire av. J.-C.. Sur un site sur le domaine de Muskau, compris dans les limites du village, des fibules, épingles de robe, ointes de lance, une épée de fer ont été retrouvé.

### Allenburg

#### Forteresse
Allenburg a été mentionné pour la première fois en 1256, moins d'un après la construction du château de Königsberg. L'ordre repris une fortification prussienne sur le Zickelsberg sur la rive gauche de l'Alle, près du confluence de l'Omet (aussi appelé Apt) et du Schwöne dans l'Alle, sur le terrain de Trimmau. Dans la chronique Histoire de la communauté d'Allenburg, compilée pour le 500e anniversaire de l'église d'Allenburg, il est dit que le chef Nadrau Tirsko ou Kerske, qui s'était converti au christianisme, permis de subjuguer le domaine des Prussiens de la zone en 1256.
La forteresse en bois qu'ils prirent [l'ordre], fut agrandi par eux sur la rive droite de l'Alle (l'endroit où se trouve Allenburg), avec une cour extérieure et des remparts pour se protéger des Lituaniens.
En 1260, les Nadruviens (en), une tribu de Prussiens, détruisirent le château, lors du soulèvement prussien. En 1272, le château « Allenburgk » fut reconstruit, toujours sur la rive droite, et il était en bois.
En 1384, Allenburg est mentionnée pour la première fois dans un document. Le bâtiment en bois et en terre qu'était la forteresse fut remplacée par un bâtiment en pierre, alors qu'auparavant seule le mur de protection était en pierre. À ce moment-là, une localité était née autour de la forteresse, qui servait de maison du Seigneur (Junkerhaus).

#### XVeetXVIesiècles
Le 19 octobre 1400, Allenburg reçut les droits de cité de Konrad von Jungingen, Grand Maître de l'ordre Teutonique, sous le droit de Culm. Un homme du nom de Reppin fut nommé le premier écoutète (bourgmestre ou représentant seigneurial au Moyen Âge). Allenburg eu sa première école en 1409.
En 1421, le monastère de Löbenicht reçut la propriété d'un important morceau de forêt à l'est d'Allenburg.
La ville a rejoint la Confédération prussienne. Soit sous sa propre volonté ou soit sous la pression de la Confédération prussienne, elle participa à la Guerre de Treize Ans (1454 -1466), soulèvement des cités prussiennes et de la noblesse locale afin de gagner leur indépendance vis-à-vis de l'État monastique des chevaliers Teutoniques. Les cités et la noblesse, réunis au sein de la confédération firent appel à l'aide du roi de Pologne, Casimir IV.
La ville ne fut pas anéantie par les forces de l'ordre Teutonique, mais elle fut si endommagée qu'elle était encore déserte en 1491. La guerre se conclut par le traité de Thorn en 1466, en faveur de la Pologne et la Confédération. La Prusse-Orientale resta cependant, dont la ville d'Allenburg, sous contrôle de l'Ordre.
À la fin du XVe siècle, le grand maître de l'Ordre fit de la famille noble de Kanitz (de) seigneur féodal de la ville d'Allenburg. Mais en 1491, ils échangèrent la ville contre des possessions en péninsule de Sambie.

#### XVIeetXVIIesiècles
La ville fut reconstruite au début du XVIe siècle, mais est restée petite et insignifiante. La maison du seigneur fut reconstruite sur le site du château, appartenant à la maison de Polenz (de), aujourd'hui en ruines.

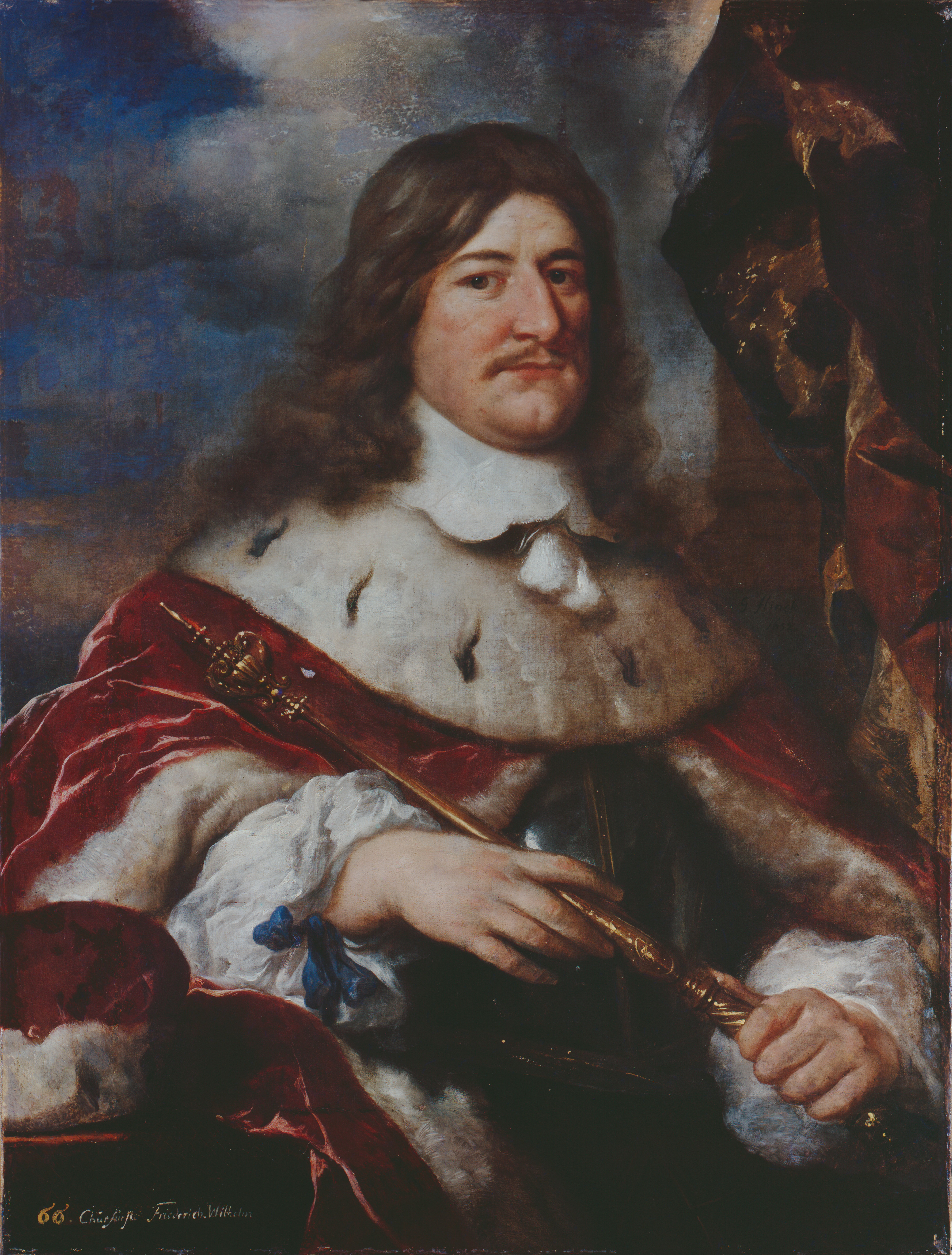
Frédéric-Guillaume Ier de Brandebourg, dit « le Grand Électeur ».

Peu après que l'Ordre fut converti en duché de Prusse en 1525, Hans von Polenz, frère de l'ancien évêque de Sambie George von Polentz (de), échangea en 1540 ses domaines en Sambie contre une domination féodale sur Allenburg et Gut Progen. Il contribua à la reconstruction, ce qui permit que la ville ait le droit de tenir une foire annuelle et une hebdomadaire en 1527. En 1568, une deuxième foire fut approuvée.
La Réforme protestante s'est propagée à Allenburg. En 1529, le dernier ecclésiastique catholique fut démis de ses fonctions. Le 23 mars 1529, Johann Laxophorine fut nommé premier pasteur luthérien. Mais l'évêché de Varmie s'empara à temps des objets précieux. Ainsi sous l'égide de l'Église réformée en 1529, une école latine fut créée en 1529, qui continua à enseigner jusqu'en 1873 (avant d'être transformée en école public).
Le duc Albert-Frédéric de Prusse accorda les droits d'étape. Le Grand Électeur Frédéric-Guillaume Ier a confirmé la charte de la ville en 1663, en lui accordant les pleins droits de ville, alors qu'avant elle possédait pas tout.
En 1667, un grand incendie détruisit presque toute la ville.
Pendant la guerre de Scanie, qui se déroula de 1675 à 1679, Allenburg passa en 1679 sous contrôle suédois. Le seigneur féodal de la ville von Polenz donna la ville Wolf Freiherr v. Heideck le temps de la guerre après les souffrances qu'il subit.
En 1699, la ville acquit le village d'Allendorf dans la forêt entourant la localité.

#### Royaume de Prusse

##### XVIIIeetXIXesiècles
Dès 1682, la ville d'Allenburg devint une ville de garnison, et en 1717 elle obtient une base pour la cavalerie (jusqu'en 1817) dans le nouveau Royaume de Prusse fondé en 1701. Lors du Deuxième partage de la Pologne en 1795, le 5e Régiment de Goldap et Stallupönen de hussards prussien fut transféré dans la ville. Il y avait aussi un régiment de cavalerie composé de Bosniaques qui y fut transféré, dont certains se sont installés dans la ville après les guerres napoléoniennes.

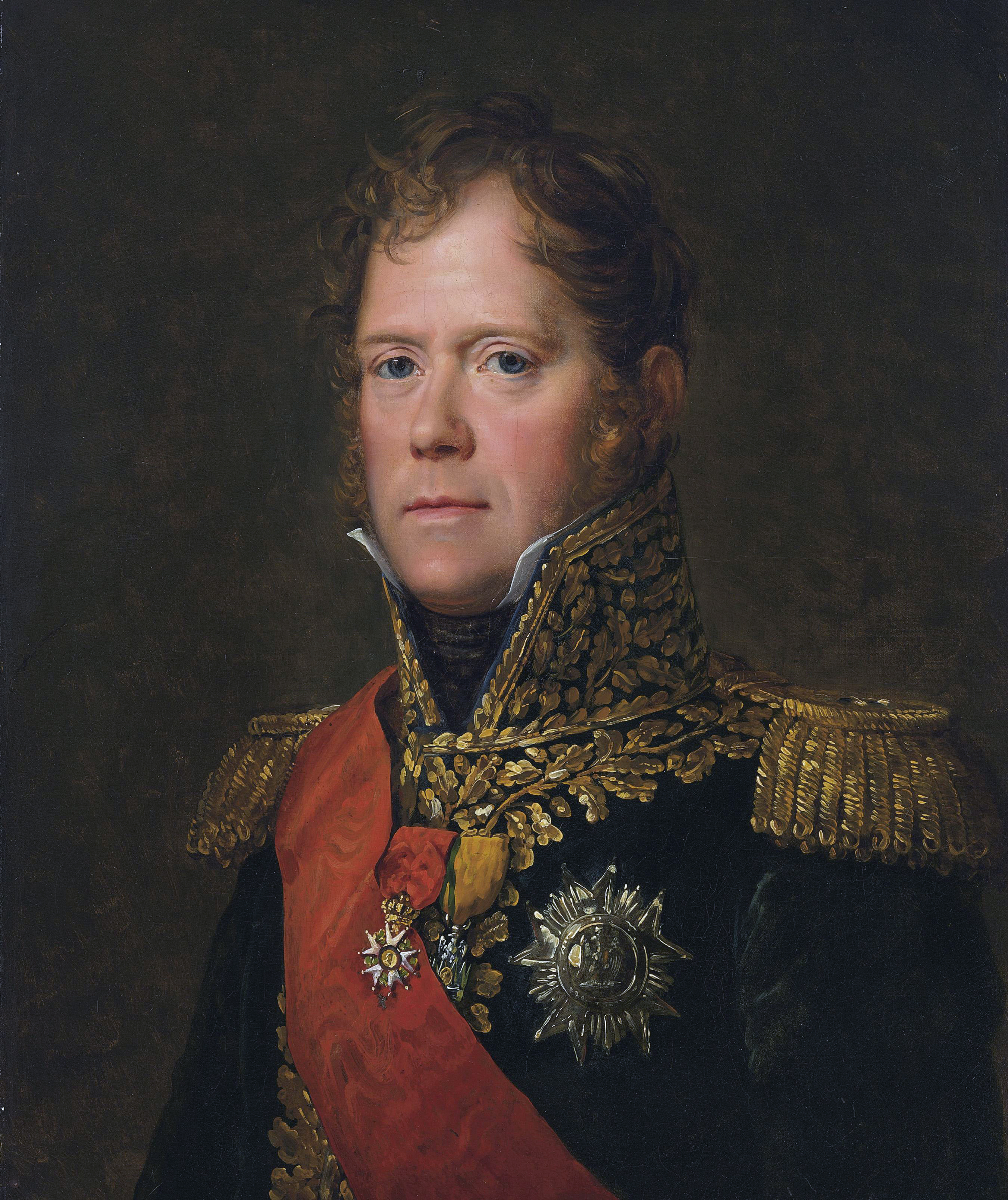
Maréchal Michel Ney, duc d'Elchingen, prince de la Moskova, François Gérard.

Entre 1709 et 1711, une épidémie de peste toucha la ville, tuant 543 habitants, dont 170 habitants pour le pire mois d'octobre 1710. À la suite de l'épidémie, seuls 11 habitants survécurent, sans compter certains habitants qui avaient pu fuir à temps.
En 1744, l'école fut divisée en une classe de garçons et une classe de filles.
Pendant la Guerre de Sept Ans, qui se déroule de 1756 à 1763, la ville fut occupée par les troupes impériales russes entre 1757 et 1762, avec des réquisitions et pillages partiels.
En 1807, pendant les guerres napoléoniennes, lors de la Guerre de la Quatrième Coalition, la ville est occupée par les troupes françaises qui réquisitionnent et pillent tout comme l'armée impériale russe quelques décennies auparavant. Lors d'émeutes contre les français, la femme du pasteur, d'origine française, a persuadé le maréchal Ney de venir réprimer le soulèvement en invoquant qu'il y avait un haut gradé. Lors de la Campagne de Russie, les pillages et réquisitions eurent à nouveau lieues. En 1813, 130 enfant illégitimes furent inscrits dans le registre de baptêmes, avec en cause les viols de l'Armée française.
À partir de 1818, Allenburg appartenait à l'arrondissement de Wehlau dans le district de Königsberg dans la province de Prusse-Orientale.
Pendant le XIXe siècle, la ville était agricole ainsi que le centre économique dans une rayon d'une vingtaine de kilomètres. Le commerce des céréales fut prospère à cette époque, avec des entrepôts tandis que le grain était transporté par l'Alle à Königsberg. Mais avec l'ouverture de la ligne de Prusse-Orientale (Königsberg - Eydtkuhnen), qui passait au nord le long du Pregel, le commerce perdit de son indépendance.
L'agriculture était surtout pratiqué sur la rive gauche de l'Alle, en face de la ville, où le sol était fertile car c'était une plaine inondable. Avec la construction des centrales hydroélectriques de Friedland, les inondations diminuèrent fortement, faisant diminuer l'agriculture.
En 1843, l'école devint mixte. Cette école vit ouvrir une classe pour les enfants pauvres en 1866, qui rejoignit formellement l'école en 1898. Au début du XXe siècle, un bâtiment scolaire approprié fut construit pour l'école.
En 1867 et 1875, deux incendies impactèrent grandement la ville.

##### De 1900 à 1945

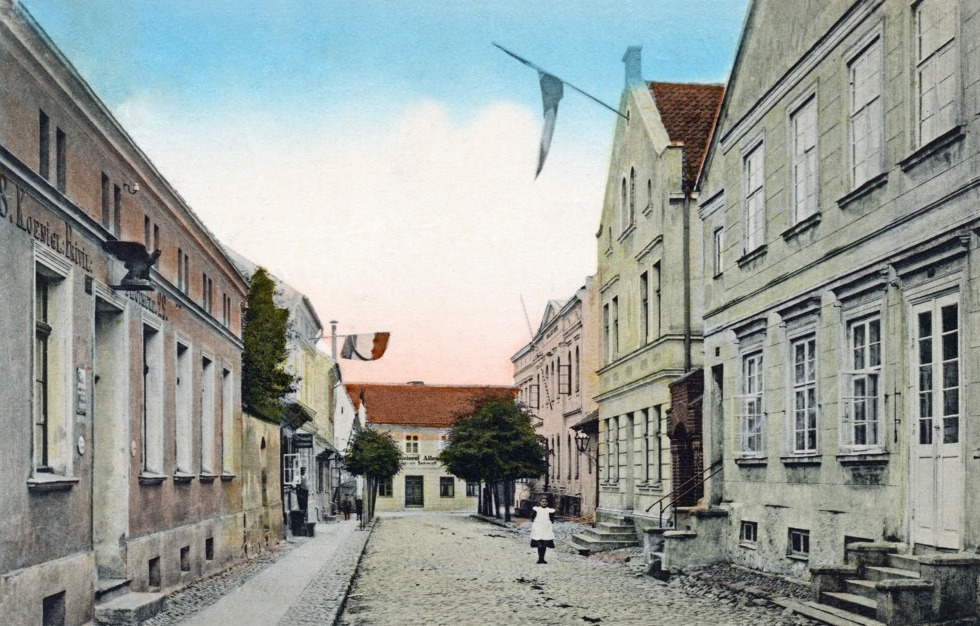
Königsstraße avec le tribunal de district royal et la poste sur une carte postale, 1910.

Vers 1900, il y avait une église protestante, un couvent de femmes, une maison de sauvetage et un moulin à vapeur à Allenburg. Vers 1925 il y avait de plus un tribunal de district, des scieries, des laiteries et quatre marchés de chevaux et de bétail, et il y avait une liaison par bateau à moteur avec Königsberg, sur l'Alle et la Pregolia.
Le développement de la ville fut prospère, avec une hausse de sa population, grâce à l'implantation d'entreprises, la création d'un grand moulin sur la Chwöne ainsi qu'une centrale électrique sur l'Alle, avec l'installation de l'éclairage public. En 1906, un nouvel abattoir est construit, entre 1910 et 1912 la ville se dote d'un parc municipal agrandi de 200 hectares, et une laiterie, la plus grande entreprise de la ville, fut construite en 1913.

###### Première Guerre mondiale

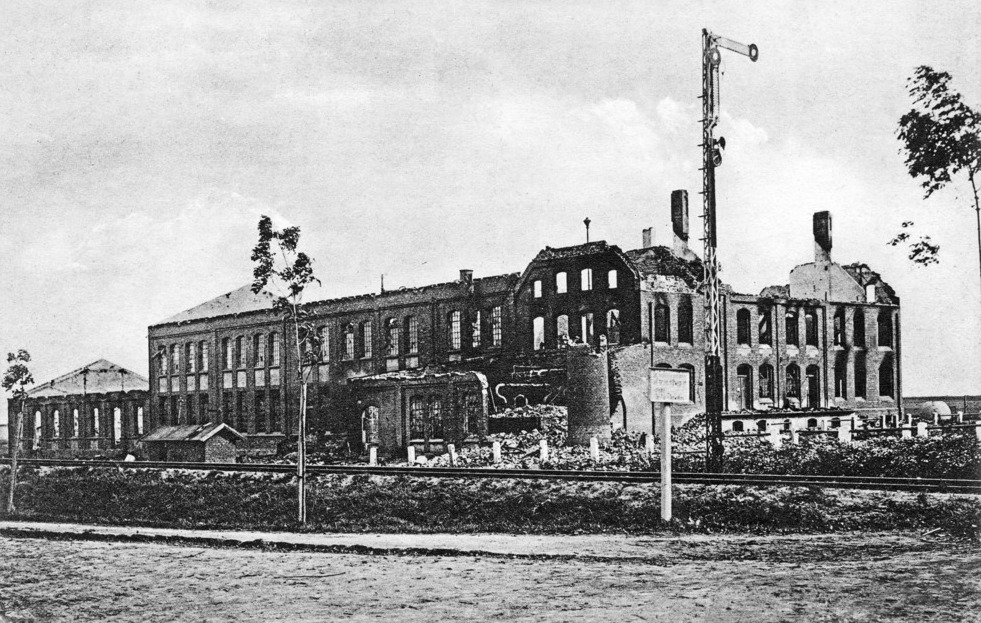
Laiterie détruite sur une carte postale de 1915.

Pendant la Première Guerre mondiale, la ville fut sévèrement endommagée. Dès le début de la guerre, la laiterie fut totalement détruite. Le 23 août 1914, les troupes allemandes se retirèrent dans la ville, et la ville fut définitivement prises par les forces russes le 26 août 1914, lorsque des unités de la 27e division d'infanterie (ru), du général August-Karl-Mikhaïl Mikhaïlovitch Adaridi (ru) entrèrent dans la ville.
Le capitaine du 106e régiment d'infanterie d'Oufa (ru), A. Ouspenski, décrivit la ville ainsi : « une vieille ville avec une église vieille de 700 ans et des rues étroites, complètement abandonnée par les habitants. Ici, à la gare, nous avons trouvé d'immenses entrepôts de conserves, surtout beaucoup de lait concentré. [...] Soit dit en passant, nous avons également examiné ici le club des sous-officiers du régiment d'infanterie local. Beaux locaux et mobilier, une riche bibliothèque, toutes sortes de manuels pour résoudre les problèmes tactiques , de bonnes cartes murales, des porteurs du Kaiser et diverses peintures de bataille dans de beaux cadres. »
Au début de septembre 1914, la 1re armée russe (l'« armée du Niémen »), passa aux abords de la ville. À ce moment-là, les Allemands avaient vaincus les troupes russes dans le sud de la Prusse-Orientale, et ils se mirent à attaquer la 1re armée sur le flanc au niveau de la périphérie de la ville. Cet évènement est appelé la bataille à Schallen (en allemand : « Gefecht bei Schallen »).
Pour sa protection, sous le commandement d'A. Ouspenski, un détachement fut créé à partir d'une compagnie, d'une équipe de sapeurs du 106e régiment d'infanterie d'Oufa (ru) et d'une équipe d'éclaireurs du 107e régiment d'infanterie de la Trinité (ru). De violents combats commencèrent le 9 septembre 1914, et la ville médiévale fut brûlée dans de très nombreux endroits.
Le lendemain, les Russes firent sauter le clocher de l'église. Les allemands cherchèrent à reprendre la ville, grâce à l'artillerie, mais ce fut un échec total. Le reste de l'église fut totalement détruit par l'artillerie allemande,.

###### Entre-deux guerres
Après la fin de la guerre, la reconstruction générale de la ville a eu lieu au début des années 1920. L'église fut reconstruite dans l'Ordenstili, et la scierie, le moulin, la laiterie ressortirent de leurs cendres tout aussi vite. À partir de 1933, les exportations de la laiterie augmentèrent, et elle bénéficia du rachat d'une entreprise de Hambourg en 1938 (la Glücksklee-Milch GmbH). Cependant, le tribunal de district fut fermé en 1928. De 1926 à 1927, un nouveau bâtiment scolaire pouvant accueillir six classes fut construit, avec par ailleurs une cantine et un appartement pour le gardien. Grâce au développement de la ville, l'école atteignit le nombre de 460 élèves, répartis en 11 classes. En 1935, l'école est rattaché à une école secondaire, avec quatre classes s'étant rajouté.
Dès la fin du XIXe siècle, le projet de construit le Canal de Mazurie, devant relier Königsberg (Kaliningrad) et Mauersee (lac Mamry) en Prusse orientale vit le jour. Les travaux commencèrent, avec la section achevée jusqu'à l'Alle à Allenburg. S'il avait été ouvert, la ville aurait pu gagnée une grande importance
De 1915 à 1945, le maire était Erwin Moeller (de). Jusqu'en 1945, il appartenait à l'arrondissement de Wehlau dans le district de Königsberg dans la province prussienne de Prusse orientale.

#### Seconde Guerre mondiale
Comme le relate le rapport de combat du quartier général du 3e front biélorusse, la 5e armée dans la soirée du 25 janvier 1945 « rencontrant une résistance exceptionnellement obstinée de la part de l'ennemi » atteignit la périphérie est d'Allenburg. Dans l'après-midi du 26 janvier, la 97e division de fusiliers de la Garde (en), du colonel Samouïl Tsoukarev (ru), division de la 65e division de fusiliers (en) (Major général Grigori Perekrestov (ru) a fait le tour de la ville, pour frapper du nord-ouest, en coopération avec la 277e division de fusiliers (ru) (Major général Stepan Gladychev (ru)), firent irruption dans la ville, qui subit de très important dégâts.
Le 17 avril 1945, relaté par Le Monde, le bourgmestre Erwin Moeller (de) a déclara la ville « ville ouverte » transgressant les ordres qu'il avait reçus.
Après la Seconde Guerre mondiale, la ville passa sous administration de l'Union soviétique, après le partage de la Prusse conclu lors de la Conférence de Potsdam, en 1945. La ville était martyre, de nombreux bâtiments ayant été détruits ou endommagéS, dont l'usine laitière, mais le moulin en sortiT indemne. Ceux ayant fui lors de l'évacuation de la Prusse-orientale ont rapporté que seulement 15 à 20 maisons et le premier presbytère étaient encore raisonnablement habitables et que l'église était encore debout. Tout le reste avait été incendié dans Allenburg.

### Droujba
En 1947, dans un processus de suppression des noms allemands pour des noms russes, la russification, la ville fut renommée le 17 juin 1947 Droujba, soit littéralement « amitié ». Un autre nom avait auparavant fait son apparition, Kamensk, mais il ne fut pas retenu.
Après la perte de l'arrière-pays et de la plupart des liaisons de transport en raison du tracé de la frontière soviéto-polonaise à travers la Prusse orientale et de la perte des droits de ville, l'endroit a perdu beaucoup de son importance depuis 1945, et il ne reste que relativement peu de maisons. Au 1er novembre 1946, Allenburg comptait 756 habitants et 40 maisons habitables. Encore en septembre 1946, beaucoup de militaires soviétiques vivaient dans l'endroit, côtoyant ce qui restait de population.
Parallèlement, la ville est devenu le siège d'un selsoviet, d'abord dans le raïon de Gvardeïsk, puis dans le nouvellement formé raïon de Pravdinsk le 25 juillet 1947. Les résidents allemands restants, qui étaient restés même avec l'évacuation de la Prusse-Orientale en 1945, furent expulsés lors de l'expulsion des Allemands d'Europe de l'Est, terminées au début des années 1950. Ils furent remplacés par des colons soviétiques amenés par l'État. En juillet 1947, il n'y avait plus que 326 habitants, dont 15 allemands. En octobre suivant, il y en avait 309, avec plus aucune population allemande mentionnée.
Deux fermes collectives, dont l'une nommée d'après Sergueï Kirov et l'autre d'après Semion Boudienny, furent créées en 1946. La même année, le moulin recommença à fonctionner, et l'école ainsi qu'un dispensaire furent ouverts à nouveau. Une des deux fermes fut rebaptisée Droujba en 1958. Les fermes furent privatisées en 1992 pendant la perestroïka et juste après la dislocation de l'URSS.
En 1948, l'école fut reconstruite, et l'ancien bâtiment fut restauré en 1962, avec une extension en 1971.
En 1999, une association pour protéger l'église a été créée. En 2001, une congrégation protestante luthérienne a été fondée à Allenburg. L'Église orthodoxe russe a récupéré l'église par une loi de l'oblast en 2010, mais la communauté protestante a été cependant autorisée à utiliser le clocher de l'église.
Dans le cadre de l'autonomie locale, Droujba était incorporée à établissement urbain de Pravdinsk (ru) entre 2004 et 2015, avant que cette municipalité soit dissoute.
En 2021, le gouverneur de l'oblast Anton Alikhanov, par ailleurs cycliste en passe-temps, a annoncé vouloir créer une piste cyclable longue de 65 kilomètres entre Znamensk et Jeleznodorojny, longeant l'Alle et le canal de Mazurie, ce qui pourrait devenir une attraction touristique.

## Démographie
La ville fut presque totalement décimé pendant une épidémie de peste entre 1709 et 1711, auquel seulement 11 personnes survécurent. La ville connaît un important déclin démographique depuis son annexation à l'Union soviétique, aujourd'hui devenu la fédération de Russie.
Recensements et estimations de la population pour le XVIIIe siècle, ; recensements et estimations de la population pour le XIXe siècle,,,, ; recensements et estimations de la population pour le XXe siècle,,,,.
Recensements de la population pour la période russe(*),,:
| 1711 | 1768  | 1782  | 1798  | 1802  | 1810  |
| ---- | ----- | ----- | ----- | ----- | ----- |
| 11   | 1 138 | 1 379 | 1 321 | 1 353 | 1 250 |

| 1816  | 1821  | 1831  | 1840  | 1858  | 1875  |
| ----- | ----- | ----- | ----- | ----- | ----- |
| 1 399 | 1 423 | 1 654 | 1 730 | 2 252 | 2 090 |

| 1880  | 1885  | 1900  | 1910  | 1925  | 1933  |
| ----- | ----- | ----- | ----- | ----- | ----- |
| 2 107 | 1 958 | 1 750 | 1 697 | 1 730 | 2 082 |

| 1939  | 1946 | 1947 (octobre) | 2002* | 2010* | - |
| ----- | ---- | -------------- | ----- | ----- | - |
| 2 692 | 756  | 309            | 515   | 440   | - |

## Économie et services
Sur le territoire du village se trouve la SPK « Droujba », la successeuse de l'ancien ferme collective. En termes de service, il y a une école secondaire, un jardin d'enfants, un poste médical. Il y a aussi un musée de la communauté luthérienne dans l'église.

## Transport
La ville est située au carrefour de routes menant à Pravdinsk, Jeleznodorojny et Znamensk.
- route régionale 27A-029 A229 – Znamensk – Droujba – Pravdinsk ;
- route régionale 27A-065 Ielanki – Droujba – Jeleznodorojny ;
- route régionale 27K-131 Novo-Bobrouïsk – Droujba.

À noter que l'A229, qui passe juste au nord de Znamensk, est l'axe principal de l'oblast, menant de Kaliningrad à Tchernychevskoïe en parcourant d'ouest en est l'oblast et ses villes principales (Gvardeïsk, Tcherniakhovsk, Goussev, Nesterov).
Des lignes de bus desservent la région. L'aéroport le plus proche est l'aéroport Khrabrovo qui dessert Kaliningrad. La gare la plus proche est celle de Znamensk, sur la ligne de Prusse-Orientale. Avant 1945, le site était une gare sur la ligne de chemin de fer de Wehlau via Friedland à Bartenstein et Heilsberg, qui a été démantelée dans le tronçon vers Bartoszyce après la Seconde Guerre mondiale.

## Culture locale et patrimoine

### Canal de Mazurie

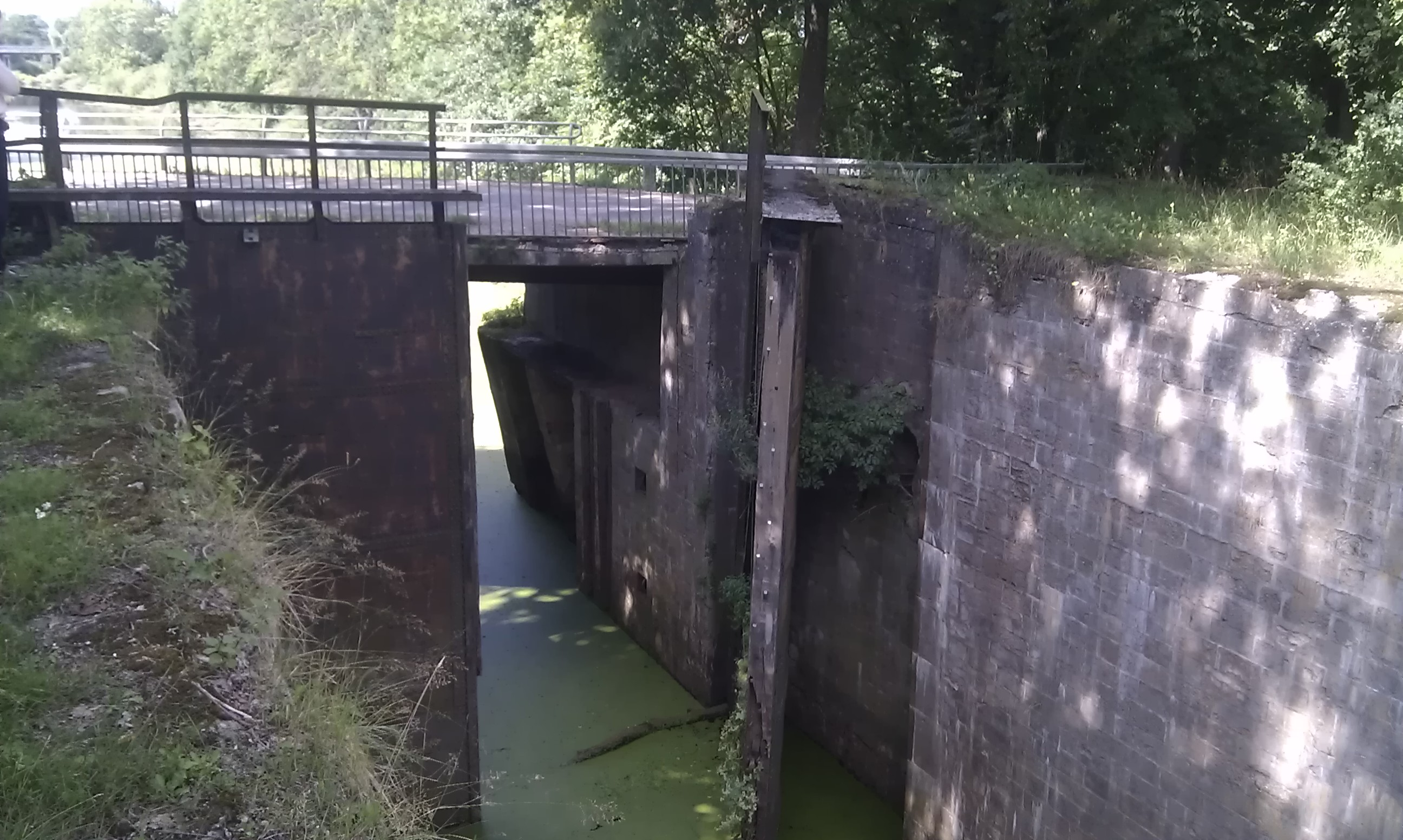
Écluse avec la route de Bely Iar.

Il y a deux écluses sur le canal de Mazurie à Droujba. L'écluse juste à côté de la route de Bely Iar un grand bassin d'égalisation. La maison de l'éclusier a été construite en 1921 sur le creusement de l'écluse. Elle a été restaurée par un couple d'Allemands à partir de 2002, mais a brûlé le 2 février 2012 à la suite d'un court-circuit. La deuxième écluse se trouve au bout du chemin vers l'ancienne gare, où se dresse aujourd'hui une étable. Cette écluse est encore plus grande et bien mieux conservée que l'écluse de la route de Bely Iar ; cependant, la maison de l'éclusier a été détruite après la guerre. Il y a aujourd'hui une maison-musée concernant le canal dans le village, ouverte depuis 2021. L'administration du raïon de Pravdinsk souhaite par ailleurs restaurer une écluse du canal à Droujba, pour la transformer en attraction touristique.

### Musée de l'église
Depuis 2023, l'église du village héberge un musée payant. Un entrepreneur et historien local du nom de Guennadi Kostritsa a louée l'église à l'Église orthodoxe russe afin d'en faire d'un musée. L'Église orthodoxe russe a par ailleurs pas hésité à le louer, n'y ayant pas d'intérêt à juste le garder sans rien en faire de l'édifice. Le bâtiment devrait aussi devenir une salle de concert. Les fonds devraient servir à restaurer le bâtiment (l'intérieur est encore dans un état grave), alors que dans l'oblast un programme de prêt a permis de commencer la restauration en 2022 de monuments architecturaux, dans le cadre duquel des travaux sont actuellement en cours au château de Ragnit à Neman, à l'usine Ponhart à Kaliningrad, le moulin allemand à Jeleznodorojny, etc.
Le 8 juin 2023, le premier concert de chœur s'est tenu dans l'église d'Allenburg.

### Héraldique historique
| Armoiries historiques | Les armoiries d'Allenburg se blasonnent ainsi : En argent, une tête d'élan rouge s'élevant de roseaux verts. Les élans sont maintenant sédentaires dans ce secteur. Il n'est donc pas surprenant que le SIGILLUM CIVITATIS ALLENBERG du XVe siècle montre un élan aux bois à larges lames marchant sur un terrain vallonné. Au XVIIe siècle, une tête de cerf ordinaire a été placée dans les sceaux à la place. Les armoiries actuelles datent de 1925. |

Les premières armoires remontent à 1440, sur un sceau placé sous le traité d'union des villes prussiennes au sein de la Confédération prussienne. Elles représentaient un animal ressemblant à un cerf ou un élan marchant sur un tas de pierre.
La couleur argenté symbolise la chasteté et la pureté. La tête rouge d'un élan aux bois puissants est un symbole de force et de puissance, devant lequel tout ennemi se retirait. Le roseau vert symbolise la faiblesse, la fragilité et le recul devant le pouvoir. Cependant selon une autre version, la rivière Alle, en russe Larva (et similaire en polonais), tirerait son nom slave d'un vieux mot prussien signifiant cerf ou élan, tandis que le roseau indiquerait la nature marécageuse de la région.

### Parrainage
Droujba est parrainée (de) par la ville allemande de Hoya, en Basse-Saxe, depuis 1945.

### Personnalités liées à la ville
La ville a vu naître des personnalités comme :
- Wilhelm von der Osten-Sacken (de) (1769–1846), général de division prussien et commandant de la 3e brigade d'infanterie ;
- Franz von Zychlinski (1816-1900), général d'infanterie prussien ;
- Hermann Eilsberger (de) (1837-1908), pasteur à Königsberg ;
- Paul Treibe (de) (1876-1956), directeur du ministère des Transports du Reich.
- Erwin Moeller (de) (1883–1966), avocat administratif allemand, maire de 1915 à 1945 d'Allenburg ;
- Kurt Dieckert (de) (1893–1959), officier du bâtiment allemand. S'est fait connaître comme chroniqueur de l'histoire militaire de l'offensive de Prusse-Orientale et de la bataille de Königsberg ;

Personnalités reliées à Allenburg :
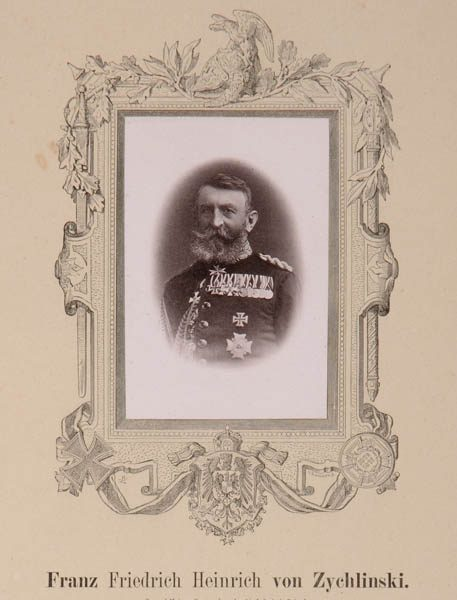
Franz von Zychlinski.
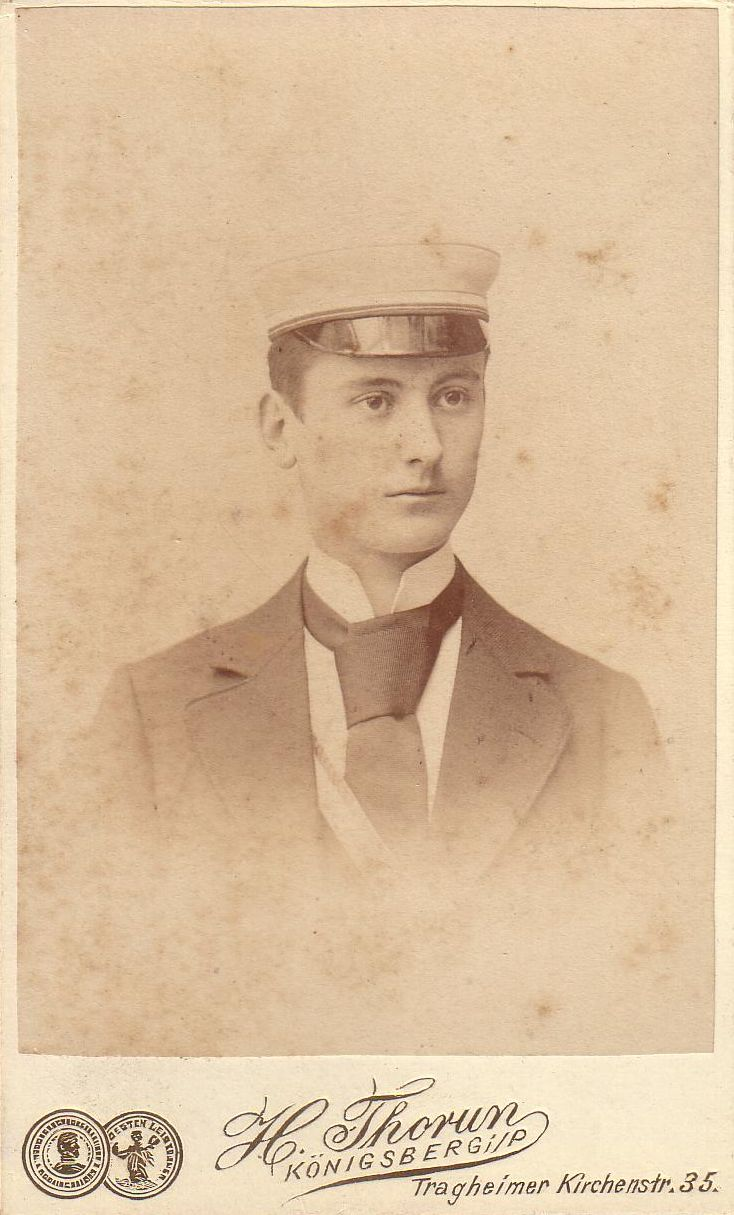
Paul Treibe en 1896.
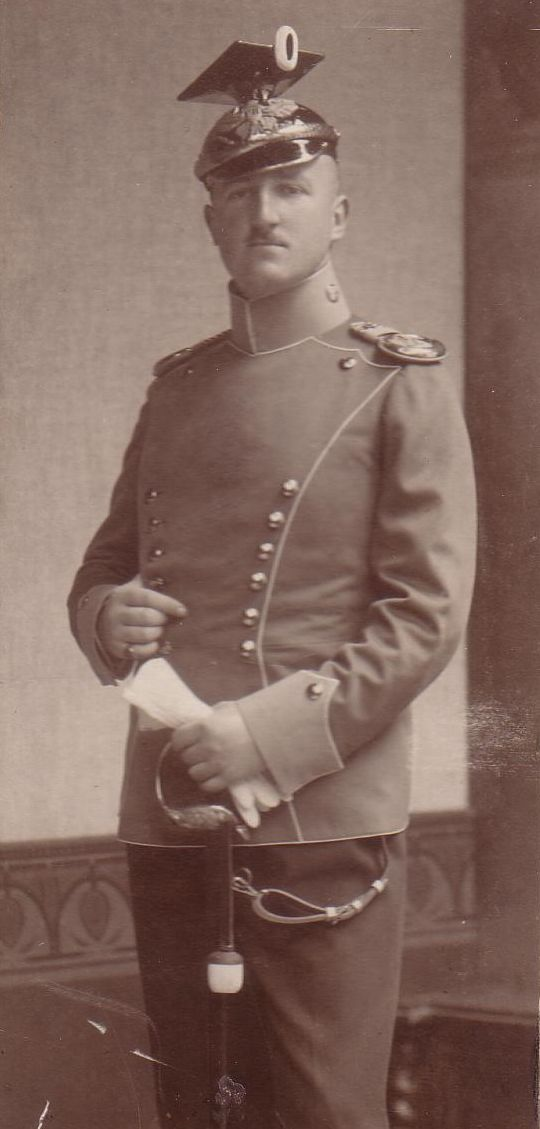
Erwin Moeller.
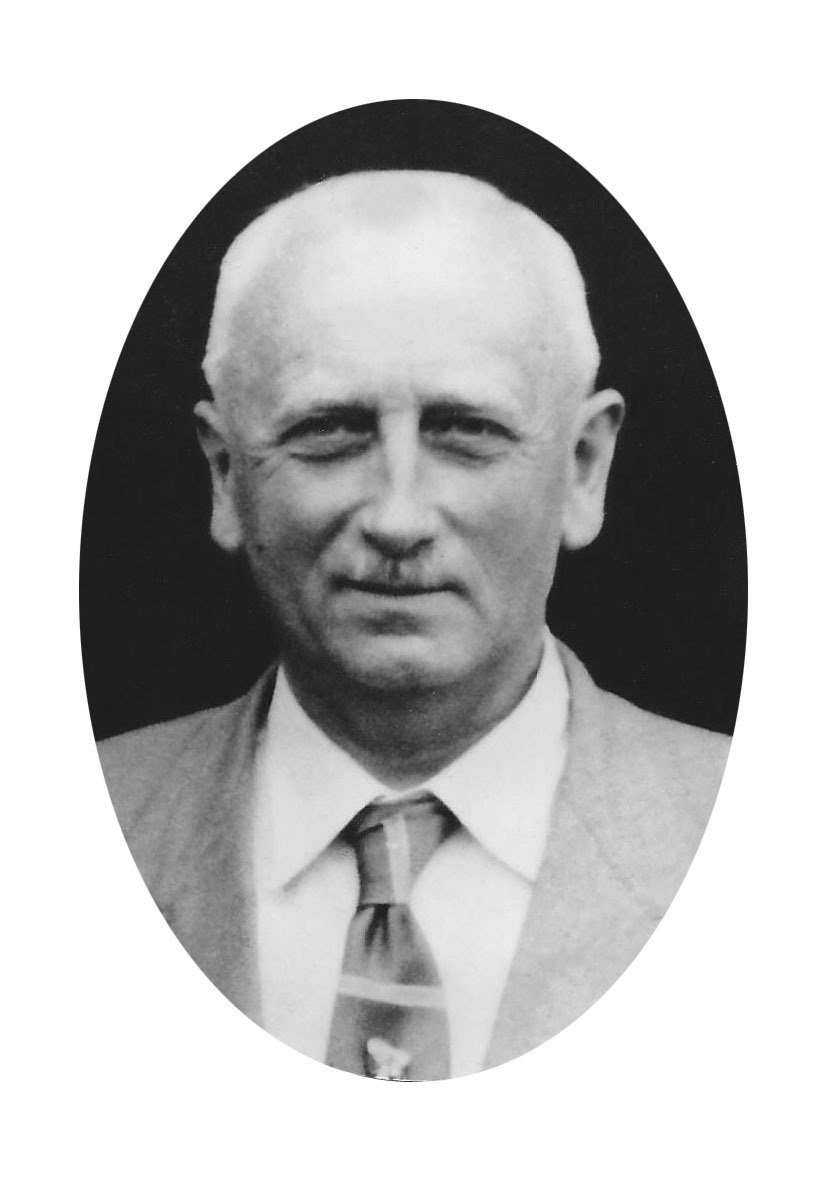
Kurt Dieckert.

## Église paroissiale

### L'édifice

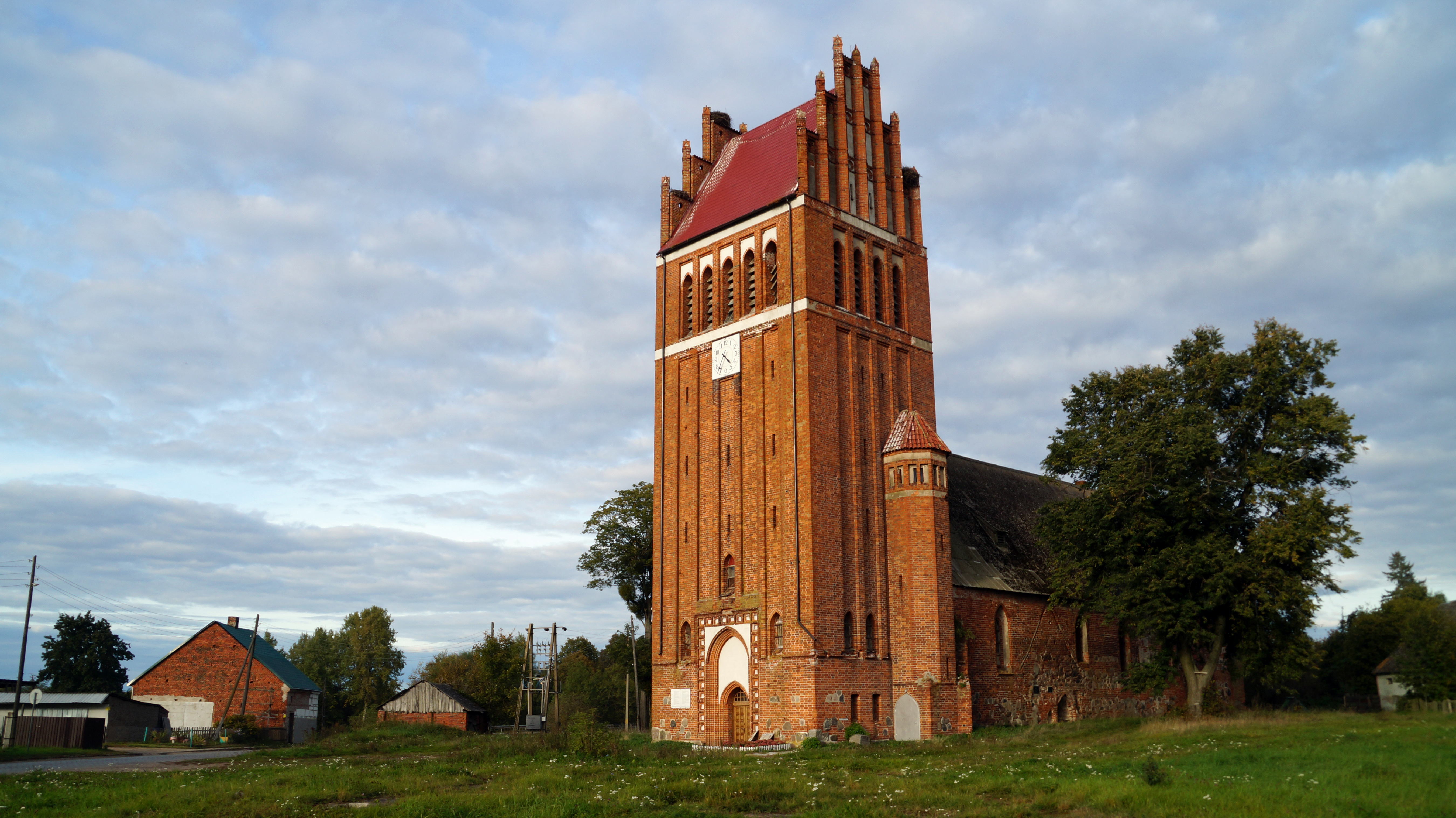
Vue de l'édifice rénové en 2016.

Jusqu'à la construction de l'église en 1405, la chapelle castrale servait de lieu de culte. La construction de l'église en briques au remarquable pignon est débute au début du XVe siècle, mais sans chœur. Vers la fin du XVe siècle, la nef fut agrandie vers l'ouest. Le côté nord de la nef est également le mur de la ville. Lors des combats de la Première Guerre mondiale, l'édifice subit de graves dommages. Outre la tour, l'orgue construit en 1699 par Johann Josua Mosengel (de), avec 2 claviers et 22 registres, est détruit.
Le 30 août 1925, l'église reconstruite est à nouveau consacrée. La tour dynamitée par les troupes russes a été reconstruite et élevée dans le style néo-gothique ; vraisemblablement d'après les plans de l'architecte Hugo Häring.
Depuis 2005 ; l'année de la célébration du 600e anniversaire de l'église ; l'édifice peut à nouveau être utilisé pour les services religieux.

### Paroisse
La Réforme s'est imposée relativement tôt à Allenburg. En 1529, le dernier ecclésiastique d'avant la Réforme fut déposé et le 23 février 1529, le premier pasteur luthérien fut nommé.
Jusqu'en 1945, Allenburg, avec sa population majoritairement protestante, était le siège d'une grande paroisse qui appartenait à l'arrondissement ecclésiastique de Wehlau dans la province ecclésiastique de Prusse-Orientale de l'Église protestante de l'Union prussienne.
La vie ecclésiale ne pouvait avoir lieu pendant la période soviétique. Ce n'est que dans les années 1990 que des Allemands principalement russes se sont rassemblés à Droujba. Une petite congrégation est née, qui appartient à la région de l'église de la congrégation de la Résurrection (de) de Kaliningrad. Il fait partie du prieuré protestant luthérien de Kaliningrad (de), également nouvellement fondé au sein de l'Église protestante-luthérienne de la Russie européenne.

### Lieux paroissiaux
Avant 1945, 42 villages appartenaient à la paroisse d'Allenburg, dont certains n'existent plus aujourd'hui : 
| Nom (jusqu'en 1946)                   | Nom russe  |  | Nom (jusqu'en 1946)              | Nom russe      |  | Nom (jusqu'en 1946)                   | Nom russe     |
| ------------------------------------- | ---------- |  | -------------------------------- | -------------- |  | ------------------------------------- | ------------- |
| Allenburg                             | Droujba    |  | Groß Plauen (de)                 | Fedovowo       |  | Neumühl (de)                          | Kostromino    |
| Allenburgsfelde                       |            |  | Hohen Damerau                    |                |  | Neusaß I und II                       | Gratchevo     |
| Allenburgshausen                      |            |  | Harnowen, 1938–1946 Krugdorf     |                |  | Neuwaldau                             |               |
| Allendorfshof                         |            |  | Karlswalde                       |                |  | Potawern                              | Potapovo      |
| Aue I und II                          |            |  | Kautern                          | Maïskoïe       |  | Progen (de)                           | Pospelovo     |
| Damerau près du Progen                |            |  | Klein Mauen                      |                |  | Redden (de)                           | Retchnoïe     |
| Dettmitten (de)                       | Izvilino   |  | Klein Neumühl                    |                |  | Reichau                               |               |
| Eichwalde                             | Anotchino  |  | Klein Plauen                     | Selzy          |  | Schallen                              |               |
| Eiserwagen (de)                       | Bely Iar   |  | Koppershagen                     |                |  | Schönrade (de)                        | Chtcherbinino |
| Elisenthal                            |            |  | Kortmedien (de)                  | Kostromino     |  | Trilinde                              | Annovka       |
| Ernstwalde (arrondissement de Wehlau) |            |  | Leißienen (de)                   | Rodniki        |  | Trimmau (de)                          | Novoïe        |
| Friederikenruh                        | Davydovo   |  | Milchwalde                       |                |  | Trimmau-Damerau                       | Dejnevo       |
| Glashütte (arrondissement de Wehlau)  | Dalneïé    |  | Muskau                           |                |  | Wittenberg (arrondissement de Wehlau) |               |
| Groß Allendorf (de)                   | Kostromino |  | Nagurren, 1938–1946: Freudenfeld | Novo-Bobrouïsk |  | Ziegelhöfchen                         | Malakovo      |

### Pasteur
Depuis l'époque de la Réforme jusqu'en 1945, deux membres du clergé ont exercé leurs fonctions à Allenburg :
- Johann Laxophorin, à partir de 1529
- Balthasar Gottshtuer, jusqu'en 1537
- Alex Magnus, jusqu'en 1546
- L. Tollenburg, 1550–1558
- Johann Sperber, 1562–1575
- Martin Bezelius, à partir de 1575
- Theodor Siligeneus, à partir de 1601
- Johann Jungius, 1619–1625
- Andreas Meyer, 1625
- Georg Hintz, 1625–1651
- Johann Röder, 1625–1657
- Georg Frischeisen, 1653–1670
- Johann Friedrich Weißemmel, 1657–1662
- Friedrich Gerholtz, à partir de 1662
- Georg Bliesner, 1670–1681
- Christoph Moldenhauer, 1666
- Michael Hefter, 1681–1711
- Friedrich Kranich, 1681–1716
- Friedrich Mickeht, 1711–1721
- Johann Ludwig Colbius, 1717–1748
- Michael Freytag, 1721–1737
- Daniel Friedrich Glawe, 1738–1743
- Bernhard Jacob Drenckhan, 1743–1786
- Johann Ernst Henne, 1749–1761
- Johann Gottlieb Schudich, 1761–1773
- Samuel Heinrich Keber, 1773–1777
- Jacob Friedrich Töppen, 1777–1786
- Johann Gottlob Patzig, 1786–1817
- Johann Daniel Schmidt, 1792–1816
- Gottfried Laudien, 1816–1820
- Simon Mäckelburg, 1817–1821
- Karl Wilhelm Ferdinand Bobrik, 1820–1832
- Daniel Samuel Weißemmel, 1822–1838
- Friedrich Adolf Günther, 1833–1845
- Sigismund Erwin Otto von Schäwen, 1838–1866
- Adolf Eduard Treibe, 1846–1892
- August Wolfgang Adalbert Kähler, 1866–1876
- Albert Leonhard H. Wodaege, 1877–1880
- Carl Gustav Marter, 1880–1882
- Otto Meißner, 1884–1885
- August Wilhelm Lucas, 1885–1886
- Josef Grunert, 1887–1906
- Max Zacharias Ebel, 1892–1900
- Alexander Gerhard A. Wormit, 1901–1910
- Richard Bernhard Böhnke, 1907–1910
- Hermann Erich Kramm, 1910–1918
- Georg Wagner, 1911–1914
- Rudolf Erich Sack (de), 1914–1916
- Georg Kern, 1918–1924
- Georg Luntowski, 1922–1925
- Paul Bendrich, 1925–1927
- Georg Luntowski, 1925–1927
- Otto Rosinski, 1927–1930
- Bruno Adelsberger, 1927–1932
- Friedrich Mickwitz, 1930–1933
- Ernst Daudert, 1935–1940
- Berthold Kröhnert, 1936–1938
- Heinz Paul Albert Reich, 1939–1945
- Alfred Blaesner, 1943–1945
- Michael Klumbies, 1943–1945